# Offensive de Raqqa (mai 2016)
Pour les articles homonymes, voir Offensive de Raqqa et bataille de Raqqa.
Guerre civile syrienne
Batailles
L'offensive de Raqqa a lieu lors de la guerre civile syrienne dans le nord du gouvernorat de Raqqa.

## Prélude
Le 24 mai 2016, les Forces démocratiques syriennes lancent une importante offensive contre les forces de l'État islamique dans le gouvernorat de Raqqa. Soutenus par les frappes aériennes de la coalition, les Kurdes attaquent à partir de la ville de Aïn Issa, située à 60 kilomètres au nord de Raqqa, et se heurtent aussitôt aux djihadistes. Talal Sello, porte-parole des FDS, affirme cependant le 25 mai que le but de l'offensive n'est pas de prendre Raqqa, qui est prévue dans le cadre d'une autre opération, mais de prendre le contrôle des campagnes autour de la ville,.
Le 20 mai, la Russie propose aux États-Unis de « planifier et effectuer ensemble des frappes aériennes » en Syrie, mais les Américains refusent,. Le même jour, la coalition largue des tracts au-dessus de Raqqa, appelant la population à fuir la ville. Le 21 mai, trois jours avant le début de l'offensive, le chef des forces américaines au Moyen-Orient, le général Joseph Votel (en), se rend brièvement en Syrie pour rencontrer les forces spéciales américaines déployées sur place et des responsables locaux,.

## Forces en présence
Les forces des FDS engagées dans la bataille sont de plusieurs milliers de combattants selon un porte-parole militaire américain et entre 10 000 et 15 000 selon l'Observatoire syrien des droits de l'homme (OSDH). Elles sont dirigées par la commandante Rojda Felat,. Selon l'OSDH, 2 000 djihadistes de l'État islamique se concentrent sur les lignes de front au nord de Raqqa. Le colonel Steve Warren, porte-parole de la coalition, déclare de son côté que 3 000 à 5 000 hommes de l'EI sont présents dans la ville de Raqqa. Les djihadistes se sont préparés à la bataille et ont creusé de nombreux tunnels bourrés d’explosifs.
Des soldats des forces spéciales américaines épaulent également les troupes kurdes. Un commandant kurde, Hawkar Kobané, déclare à l'AFP que ces derniers sont armés de BGM-71 TOW afin de détruire les véhicules piégés djihadistes. Mais le porte-parole du Pentagone, Peter Cook, dément et affirme que les militaires américains n'ont qu'une mission de « conseil et d'assistance » et ne prennent pas part aux combats. Le 25 mai, un photographe et un reporter vidéo de l'AFP, Delil Souleiman et Jihad Darwish, rencontrent par hasard une vingtaine de soldats américains dans le village de Fatsa, près de la ligne de front. Les photos, publiées par l'agence de presse, provoquent la colère de la Turquie car certains soldats apparaissent avec à l'épaule les emblèmes des YPG et des YPJ, ce qui est dû à une habitude des commandos américains d'arborer sur leurs uniformes les emblèmes des unités qu'ils entraînent. Cependant le ministre des Affaires étrangères turc, Mevlüt Çavuşoğlu, juge « inadmissible que des soldats des États-Unis utilisent l’insigne d’un groupe terroriste » et dénonce l' « hypocrisie » et le « deux poids, deux mesures » des États-Unis,,. Le colonel Steve Warren reconnait que le port de ces insignes était « inapproprié » et « non autorisé », et déclare que l'ordre a été donné à ce qu'ils soient enlevés,.

## Déroulement
Les Forces démocratiques syriennes commencent l'offensive en attaquant sur trois axes, initialement elles ne rencontrent pas de très forte résistance. Du 24 au 28 mai, les FDS avancent sur une dizaine de kilomètres et s'emparent de quelques villages mais n'enregistrent pas d'avancée majeure et à partir du 28 l'offensive est presque à l'arrêt,.
Les combats reprennent le 31 mai, les FDS tentent de progresser en direction de Manbij. Cette ville, située à l'ouest, dans le gouvernorat d'Alep, est alors l'objectif prioritaire pour les FDS qui n'avancent plus au sud,. Manbij est d'ailleurs totalement encerclée le 5 juin, coupant ainsi l'axe routier permettant le ravitaillement de Daesh en hommes, armes et financement depuis la Turquie. L'offensive de Raqqa n'aurait été qu'une diversion pour masquer le véritable objectif des Forces démocratiques syriennes, la ville de Manbij.

## Pertes
Fin mai, l'agence Amaq de l'État islamique affirme avoir repoussé l'offensive des FDS et tué 70 de leurs combattants.
Selon l'Observatoire syrien des droits de l'homme, au moins 79 djihadistes de l'EI ont été tués à la date du 31 mai,.
Un soldat américain est également blessé le 31 mai, par un « tir indirect ».

## Cartographie
- « Offensive des FDS au nord de Raqqa (25 mai 2016) », carte réalisée par Agathocle de Syracuse.